# Objekt (računarstvo)
Objekt je pojam kojim se u računalstvu označuje lokacija u memoriju koja ima vrijednost na koju vodi pokazivač. Objekt može biti varijabla, potprogram ili podatkovna struktura.
Pojavom objektno orijentiranog programiranja isti se pojam odnosi na određenu pojavnicu neke klase.

## Vanjske poveznice
- FER  Arhivirana inačica izvorne stranice od 9. srpnja 2017. (Wayback Machine) Mario Žagar: Programiranje i Java